# 8560 Tsubaki
A 8560 Tsubaki (ideiglenes jelöléssel 1995 SD5) a Naprendszer kisbolygóövében található aszteroida. Endate Kin és Vatanabe Kazuró fedezte fel 1995. szeptember 20-án.